# Jerzy Ozdowski
Jerzy Ozdowski (ur. 19 września 1925 w Pawłowicach, zm. 18 kwietnia 1994 w Warszawie) – polski działacz państwowy i ekonomista. Członek Rady Państwa (1980), wiceprezes Rady Ministrów (1980–1982), wicemarszałek Sejmu VIII i IX kadencji, poseł na Sejm PRL VII, VIII i IX kadencji.

## Życiorys
W 1949 ukończył studia na Uniwersytecie Poznańskim, w 1979 uzyskał tytuł profesora nadzwyczajnego nauk ekonomicznych.
W latach 1957–1969 wiceprezes, następnie do 1980 prezes Klubu Inteligencji Katolickiej w Poznaniu; w latach 1981–1982 należał do Polskiego Związku Katolicko-Społecznego; od 1984 przewodniczący Forum Myśli Katolicko-Społecznej. W latach 1949–1963 zajmował kierownicze stanowiska w państwowych przedsiębiorstwach handlowych w Poznaniu, w latach 1963–1966 główny ekonomista w Wojewódzkim Ośrodku Techniki w Poznaniu, w latach 1966–1967 pracował w Instytucie Przemysłu Drobnego i Rzemiosła, w latach 1967–1980 w Spółdzielczym Instytucie Badawczym w Warszawie. Od 1973 pracownik naukowy Katolickiego Uniwersytetu Lubelskiego.
Był wieloletnim tajnym współpracownikiem Służby Bezpieczeństwa. Jego zwerbowanie oraz kilkudziesięcioletnia współpraca z SB są uznawane za jeden z najbardziej spektakularnych sukcesów SB w ramach dezintegracji środowisk katolickich w PRL.
Od kwietnia do listopada 1980 był członkiem Rady Państwa, w latach 1980–1982 wicepremierem i w latach 1981–1982 przewodniczącym Rady ds. Rodziny przy Radzie Ministrów. Był posłem na Sejm PRL w latach 1976–1989 (VII, VIII i IX kadencji), a w latach 1982–1989 wicemarszałkiem Sejmu. Do 1981 reprezentował koło Znak, następnie do 1982 PZKS, po czym pozostał posłem niezrzeszonym.
Był działaczem i członkiem władz Patriotycznego Ruchu Odrodzenia Narodowego, w latach 1982–1983 był wiceprzewodniczącym Tymczasowej Rady Krajowej, w latach 1983–1989 wiceprzewodniczącym Rady Krajowej PRON oraz członkiem prezydium Rady Krajowej PRON. Przewodniczył Radzie Warszawskiej PRON od 1987. W latach 1986–1988 członek prezydium Społecznego Komitetu Odnowy Starego Miasta Zamościa.
Autor ponad 160 artykułów z zakresu ekonomiki handlu i usług oraz etyki społecznej (publikowane w polskiej i zagranicznej prasie fachowej). Opublikował także książki, m.in. Specjalizacja w działalności usługowej (1966), Rynek usług agrochemicznych (1971), Przewidywanie popytu na usługi produkcyjne dla rolnictwa (1974), Usługi spółdzielcze w mieście (1976), Prosta kooperacja w gospodarce żywnościowej PRL (1978).
Odznaczony Krzyżem Kawalerskim Orderu Odrodzenia Polski, Orderem Sztandaru Pracy II klasy, Złotym Krzyżem Zasługi oraz Medalem 30-lecia Polski Ludowej.